# Arve River
Der Arve River ist ein Fluss im Südosten des australischen Bundesstaates Tasmanien.

## Geografie

### Flusslauf
Er entspringt an den Osthängen des Devils Backbone in den Hartz Mountains. Von dort fließt er zunächst nach Ost-Nordosten und stürzt über die Arve Falls. Danach wendet er seinen Lauf nach Norden und mündet in den Arve Plains, östlich des Southwest-Nationalparks, in den Huon River.

### Nebenflüsse mit Mündungshöhen
- Foaming Creek – 139 m
- Billy Creek – 81 m[1]